# The Cryptic Corporation
The Cryptic Corporation to organizacja odpowiedzialna za podejmowanie wszelkich decyzji oraz planowanie i organizowanie wydawnictw jak i koncertów amerykańskiej awangardowej grupy The Residents, ich głównym zadaniem są jednak kontakty ze "światem zewnętrznym" podejmowane w imieniu zespołu, który z racji chęci zachowania całkowitej anonimowości nie pokazuje się ani nie wypowiada publicznie. 

The Cryptic Corporation zostało założone w 1976 roku przez czwórkę przyjaciół: Jaya Clema, Homera Flynna, Hardy'ego W. Foxa oraz Johna Kennedy'ego - osiem lat po założeniu spółki - w 1982 roku - opuścili ją Clem oraz Kennedy i od tej pory funkcjonuje ona jako duet. Większość fanów zespołu dopatruje się w członkach TCC prawdziwej tożsamości The Residents (najczęstsza teoria mówi o tym, że Homer Flynn pełni rolę głównego tekściarza oraz wokalisty grupy, Fox jest zaś rzekomo odpowiedzialny za większość kompozycji) - informacje te zostały jednak wielokrotnie zdementowane przez członków spółki jak i osoby, które gościnnie występowały na płytach grupy.

Na chwilę obecną Flynn i Fox są głównymi menedżerami zespołu, odpowiadają także za wywiady prasowe oraz zarządzanie wytwórnią płytową Ralph Records. Hardy W. Fox otwarcie przyznaje się też do bycia głównym inżynierem dźwięku oraz producentem większości albumów zespołu, nie jest również tajemnicą, że Flynn jest osobą odpowiedzialną za działanie mikrospółki Pornographics (nazwa ta na każdej oprawie graficznej przez nich przygotowanej zapisana jest w inny sposób, między innymi Pore-Know Graphics, Porno Graphics oraz Pore no Graphix), której autorstwa jest większość grafik użytych w charakterze okładek albumów oraz scenografii użytej na koncertach.

Zapisy w amerykańskiej Broadcast Music Incorporated  dowiodły również, że nazwiska duetu Flynn/Fox widnieją na większości zarejestrowanych tam kompozycji i wszelkie tantiemy z racji praw autorskich przysługują właśnie im.